# Jerry Desmonde
Jerry Desmonde est un acteur britannique né le 20 juillet 1908 et mort le 11 février 1967.

## Filmographie
- 1946 : London folies : George
- 1949 : Le Chevalier de carton : Colonel Lovelace
- 1949 : La Femme parfaite : Vendeur
- 1953 : Alf's Baby : Alf Donkin
- 1953 : Le Roi de la pagaille : Augustus Freeman
- 1955 : Man of the Moment : Jackson
- 1956 : The Angel Who Pawned Her Harp : Parker
- 1956 : Ramsbottom Rides Again : Blue Eagle
- 1956 : Up in the World : Maj. Willoughby
- 1957 : Un roi à New York : Premier Ministre Voudel
- 1959 : Follow a Star : Vernon Carew
- 1963 : The Switch : Chef
- 1963 : Les Heures brèves : Colonel
- 1963 : A Stitch in Time : Sir Hector
- 1964 : The Beauty Jungle : Swimming Pool MC
- 1965 : Gonks Go Beat : Great Galaxian
- 1965 : The Early Bird : Mr. Hunter